# Dlažov
Dlažov là một làng thuộc huyện Klatovy, vùng Plzeňský, Cộng hòa Séc.